# Andrachne stenophylla
Andrachne stenophylla là một loài thực vật có hoa trong họ Diệp hạ châu. Loài này được Kossinsky mô tả khoa học đầu tiên năm 1921.